# Луцци
Луцци (итал. Luzzi) — город в Италии, располагается в регионе Калабрия, подчиняется административному центру Козенца.
Население составляет 10 199 человек (на 2004 г.), плотность населения составляет 136 чел./км². Занимает площадь 77 км². Почтовый индекс — 87040. Телефонный код — 0984.
Покровительницей коммуны почитается Пресвятая Богородица (Maria Santissima Immacolata), празднование 12 февраля.